# Филохор
Филохор (грч. Φιλοχωρος; око 345. п. н. е. - 260. п. н. е.) - старогрчки историчар, највећи од атидографа - аутора радова о историји Атике („Атида“). Дуги низ година служио је као свештеник-пророк у Атини. Очигледно је погубљен по наређењу Антигона Гоната. Дела Филохора сачувана су у фрагментима укљученим у касније грчке текстове (Дионисије из Халикарнаса, Плутарх, Атенеј, Суда итд.).
Најзначајније Филохорово дело био је Атис (старогрчки: Ατθις), историја Атике у седамнаест књига, од којих шест покрива 1000-годишњи период од најранијих атинских краљева до 317. п. н. е., а преосталих једанаест је 50 година живота самог Филохора. Филохор је навео и чињенице из области књижевности и уметности у Атису. Бројни сачувани фрагменти припадају прве 4 књиге. Филохор је користио дела Херодота, Тукидида, Ефора и Теопомпа.
Био је и аутор Атичких натписа (επιγραμματα Αττικα), вероватно прве нама познате збирке натписа. Филохор је написао и многа друга дела историјске и историјско-књижевне садржине која нису сачувана:
- О прорицању судбине (περι μαντικης)
- О атинским мистеријама
- О атинским Агонима
- О жртвовању (περι θυσιων)
- О митологији Софокла
- О Еурипиду (περι Ευριπιδου)

Филохорова дела су била широко коришћена у каснијој историјској литератури.
Сачувани фрагменти Филохорових дела сабрани су у антологији „Фрагменти грчких историчара“ (бр. 328).